# Descendimiento de Cristo (Bronzino)
El Descendimiento de Cristo es una pintura del artista italiano Agnolo di Cosimo, conocido como Bronzino, ejecutado en 1540–45. Está albergado en el Museo de Bellas Artes y Arqueología de Besançon, Francia.
El trabajo está firmado como «OPERA DEL BRONZINO FIORENTINO». Fue encargado originalmente para la capilla de Leonor de Toledo en el Palazzo Vecchio, Florencia. Su marido, el Duque Magnífico Cosme I de Médici, sin embargo, regaló el cuadro al cardenal francés Nicolás Perrenot de Granvela, canciller del emperador Carlos V, como gesto político. A la muerte de Granvela (1551), el trabajo estuvo colocado en la capilla funeraria de su ciudad natal de Besançon. Originalmente,  había dos paneles laterales: el izquierdo, que representa a san Juan Bautista, está ahora en J. Paul Getty Museo; el de la derecha, con san Cosmas, ya no existe.
El Descendimiento muestra a Cristo en el centro, sostenido por la Virgen, que lo está, a su vez, por san Juan Evangelista y María Magdalena.
En 1553, Bronzino hizo una réplica para la capilla de Leonor de Toledo, y sustituyó las alas originales del altar que representaban a san Juan Bautista y san Cosmas por paneles representando la Anunciación.